# Standschütze Hellriegel M1915
Standschütze Hellriegel M1915 (с нем. — «Стандшютцен Хелльригель образца 1915 года») или Maschinengewehr des Standschützen Hellriegel (нем.) — австро-венгерский тяжёлый пистолет-пулемёт с водяным охлаждением времён Первой мировой войны. Разработан в 1915 году, однако не достиг стадии серийного производства. Разработка не продвинулась дальше прототипа, который был произведён в очень ограниченном количестве и никогда не использовался в боевых действиях.
Прототип, по задумке, совмещал в себе небольшой вес боезапаса пистолетных патронов и огневую мощь пулемёта, что сделало его одним из первых, наряду с Villar-Perosa M1915, видов огнестрельного оружия, обладающих характеристиками пистолет-пулемётов. Поскольку термина «пистолет-пулемёт» в 1915 году ещё не существовало, а впервые он был введён в употребление только в 1921 году для рекламы пистолет-пулемёт Томпсона, то Standschütze Hellriegel классифицировали в своё время как «сверхлегкий пулемёт».

## История
Об этом образце оружия известно немного. Единственным источником информации о нём являются три фотографии, хранящиеся в фотоархиве Австрийской национальной библиотеки под общим названием «Maschinengewehr des Standschützen Hellriegel» (в переводе с нем. — «Пулемёт от Стандшютцен Хелльригеля»). Они датированы октябрём 1915 года и на них запечатлены испытания оружия на стрельбище. Из его названия следует, что оно имело беспрерывное действие автоматики, а его конструктором был некто Хелльригель из состава подразделения территориальной обороны и ландштурма Стандшютцен (нем. k.k. Standschützen), задачей которой была оборона областей Тироля и Форарльберга на западе Австрии.
Судя по времени разработки Standschütze Hellriegel, наиболее вероятной причиной, приведшей к созданию подобного образца, считается вступление Италии в Первую мировую войну на стороне Антанты и объявление войны Австро-Венгрии — своему бывшему партнёру из Тройственного союза, что вынудило последнюю вести войну на трёх фронтах. Не исключается, что идея этого типа оружия пришла непосредственно с фронта, возможно от некоего старшего офицера, а производство прототипа велось в полевой мастерской или на небольшом оружейном складе. При этом не исключено, что он был создан в тылу и был чей-то частной инициативой. В октябре 1915 года образец Standschütze Hellriegel не прошёл испытаний и был забыт.
Согласно армейским традициям называть оружие в честь его создателя, автором идеи данного образца был человек по фамилии Хелльригель, возможно офицер (или младше по званию). Мужчина на фотографиях, который испытывает оружие на полигоне, имеет звание Feldwebel. Waffenmeister I. Klasse (в переводе с нем. — «Фельдфебель. Оружейник 1-го класса»), и вполне возможно, что именно он является его конструктором.

## Конструкция
Характерный элемент Standschütze Hellriegel — кожух водяного охлаждения вокруг ствола, вероятнее всего, был позаимствован конструктором у пулемёта Шварцлозе M.07/12. Водяной бак имел два отверстия, предназначенных для залива воды и выпуска излишнего пара, а его стенки покрыты кожей, чем конструктор давал возможность стрелку держать пистолет-пулемёт за ствол, предотвращая получение им ожогов от горячего охлаждающего цилиндра. Под стволом проходила изогнутая трубка, которую можно было использовать как импровизированную рукоятку. Приклад оружия, по всей видимости, был позаимствован конструктором у винтовки Mannlicher M1895, но доработан, среди отличий более глубокий срез под большой палец на шейке приклада и другое крепления для ремня.
Принцип работы автоматики пистолет-пулемета остаётся неизвестным. Предполагается использование отдачи затвора, который взводил две витые пружины — об этом могут свидетельствовать два выступа позади ствольной коробки. Сверху на ствольной коробке крепился откидной рамочный прицел. По примерным оценкам, техническая скорострельность оружия могла составлять около 550—650 выстрелов в минуту, хотя реальная боевая, скорее всего, должна была быть намного ниже.

### Питание
Предположительно, пистолет-пулемёт Standschütze Hellriegel был рассчитан под распространенный в Австро-Венгрии унитарный пистолетный патрон 9×23 мм Steyr, однако теоретически возможно, что и под патрон 7,65 мм/.32 ACP, который использовал венгерский пистолет Frommer Stop. Боепитание пистолет-пулемёта производилось из двух видов магазинов:
- Классического отъёмного коробчатого магазина ёмкостью около 20—30 патронов. Сбоку магазина имелась прорезь, позволяющая стрелку визуально контролировать расход боеприпасов, однако это «окно» значительно увеличивало опасность засорения механизма магазина и его заклинивания. Конструкция корпуса относительно грубая, что указывает на то, что он не был использован от другого существующего оружия, а являлся оригинальной разработкой. Внешне очень похож на более поздний коробчатый магазин пистолет-пулемёта Томпсона[1].
- Барабанного магазина ёмкостью приблизительно на 100—160 патронов. Конструктивное решение очень похоже на германский «магазин-улитку» системы Фридриха Блюма — Trommelmagazin 08 (TM.08), который использовался в пистолете Luger P08 и пистолет-пулемёте MP-18/I. Магазин цилиндрической формы, внутри которого патроны расположены параллельно оси барабана по спирали от центра до его стенок. Патроны располагались в корпусе отдельно между собой и подавались по пазу, проталкиваясь рычагом, присоединенным к мощной спиральной пружине в центре. Магазин имел съёмную крышку, присоединённую с одной стороны к корпусу барабана петлей. Как происходило наполнение магазина патронами остаётся не выясненным, скорее всего рычаг для «взвода» пружины был съёмным. Специфической особенностью Standschütze Hellriegel являлось то, что окончательная подача патронов из барабанного магазина в патронник пистолет-пулемёта производилась по гибкому жёлобу, который вставлялся в приёмник магазина на стволе. Так как пружина барабана не имела возможности двигаться в самом гибком жёлобе, принцип проталкивания патронов не совсем ясен[1]. Из-за данного жёлоба ошибочно полагают, что оружие имело ленточное питание[3]. Этот магазин, вероятно, был разработан для ведения продолжительного огня как у классического тяжёлого пулемёта[1].

### Обслуживание
Как видно из сохранившегося фото, расчёт пистолет-пулемёта состоял из двух человек — стрелка и подносчика патронов. На подносчике патронов одет специальный ранец, в него, по всей видимости, помещались пять барабанных магазинов, набор для чистки оружия и, возможно, два коробчатых магазина. Наряду с этим, у стрелка видны плечевые ремни разгрузки Marschegepack M.1888, которые, возможно, использовались для ношения пистолет-пулемета на поясе в области видимой металлической пряжки. Не исключено, что пряжка на ремне использовалась для стрельбы «от бедра» на ходу — подобное этому приспособление позже использовалось в разгрузках автоматической винтовки Браунинга M1918.

## Недостатки
У Standschütze Hellriegel отсутствовало крепление для сошек или другой поддержки, что в случае необходимости ведения продолжительного огня являлось одним из недостатков. Конструктором предполагалось ведение огня исключительно «от бедра» и «от плеча», что снижало точность стрельбы. Также на конце ствола не имелось пламегасителя, который бы исключал ослепление стрелка дульным пламенем и ухудшение точности, но, вероятно, эта проблема устранялась за счёт использования боеприпасов пистолетного калибра. Другим «уязвимым местом» системы представляется соединение пистолет-пулемета и барабанного магазина посредством гибкого жёлоба. Как видно из фото, при ведении огня из положения «лёжа» стрелок держит пистолет-пулемет на весу, рядом в специальной люльке, гарантирующей то, что магазин будет оставаться в вертикальном положении, расположился барабан с патронами, от которого отходит короткий жёлоб питания. Вероятно, что изменение сектора обстрела пулемётчиком приводил к трудностям с подачей патронов через гибкий жёлоб.
Неизвестно, были ли успешны стрелковые испытания пулемёта Standschütze Hellriegel, но, согласно ряду уникальных деталей и сложных инженерных решений, очень вероятно, что тесты оружия оказались неудачными и результаты не были удовлетворительными. Другим аспектом отказа, может быть стоимость производства, которая благодаря выбранным материалам (такими как кожа и другими) и сложностью изготовления, не может быть низкой. Помимо этого, австро-венгерская армия в то время имела достаточно забот на фронтах и на подобные инновации не было ни времени, ни денег. Всё это включило Standschützen Hellriegel Model 1915 в недооцененные и забытые оружия истории.

## Отражение в культуре и искусстве

### В компьютерных играх
«Хельригель 1915» (англ. Hellriegel 1915) фигурирует в компьютерной игре в сеттинге Первой мировой войны Battlefield 1 как пистолет-пулемёт, открываемый за 10 уровень класса «Штурмовик». Из-за внутриигровых условностей, оружие изображёно с одной неточностью — барабанный магазин «жестко» вставляется в горловину приёмника на стволе, чего в реальности не было, помимо этого, также уменьшена ёмкость барабанного магазина до 60 и 120 патронов. Поскольку существуют только изображения правой стороны оружия, левая сторона пистолет-пулемёта была смоделирована основываясь на гипотезе.